# Lago Bianco
El lago Bianco es un embalse situado en el puerto de Bernina, en el cantón suizo de los Grisones. Tiene una altitud de 2.234 m, una longitud de 2,85 km, una superficie de 1,50 km² y una profundidad máxima de 53 m. El embalse actual se formó con la construcción de dos presas (Scala y Arlas) en sus extremos sur y norte. El lago actual desagua hacia el sur, al igual que sus dos lagos precursores, y sus aguas acaban llegando al Adriático a través de los ríos Poschiavino, Adda y Po. Por el contrario, el Lej Nair, justo debajo de la presa del norte, desagua al norte en el Mar Negro a través de los ríos Inn y Danubio.
La cima de la línea ferroviaria Bernina, que es la vía férrea de cruce de montaña más alta de Europa, corre a lo largo del lado este del lago, con la estación Ospizio Bernina aproximadamente en el punto medio. La carretera que cruza el paso de Bernina (Hauptstrasse 29) sigue una ruta más alta en el mismo lado del lago. La mayor parte del lago se encuentra dentro del municipio de Poschiavo, aunque la sección más al norte y la presa del norte se encuentran dentro del municipio de Pontresina.
El embalse del lago Bianco se creó entre 1910 y 1911 para proporcionar un suministro constante de agua a una serie de centrales hidroeléctricas en el Valle de Poschiavo. Tiene un volumen máximo de 18,6 millones de metros cúbicos. Al principio, el agua se vertía en los cursos de agua naturales hasta la toma de la central de Cavaglia, que alimentaba la central de Robbia en San Carlo. Sin embargo, en 1927 se construyeron dos centrales eléctricas entre el lago y Cavaglia. La más alta de ellas, la central de Palü, situada en el lago Palü, se alimenta actualmente de una tubería procedente del extremo sur del embalse.

Actualmente se propone construir un sistema de almacenamiento por bombeo basado en el lLago Bianco y el lago de Poschiavo a unos 1.270 metros de profundidad. Esto implicaría la creación de un túnel de 18,1 kilómetros de largo a lo largo del lado occidental del valle de Poschiavo, seguido de un pozo de 2,4 kilómetros de largo hasta una central eléctrica subterránea en las orillas del Lago di Poschiavo. Esta central tendría una capacidad total instalada de 1.000 MW y consumiría electricidad para bombear el agua al nivel superior en momentos de baja demanda y liberaría el agua para generar electricidad en momentos de alta demanda. El proyecto implicaría la elevación de las presas de ambos extremos del lago Bianco en 4,35 metros. Las autoridades cantonales han dado su consentimiento formal a la propuesta, pero a partir de 2016 se cree que no es viable desde el punto de vista financiero.

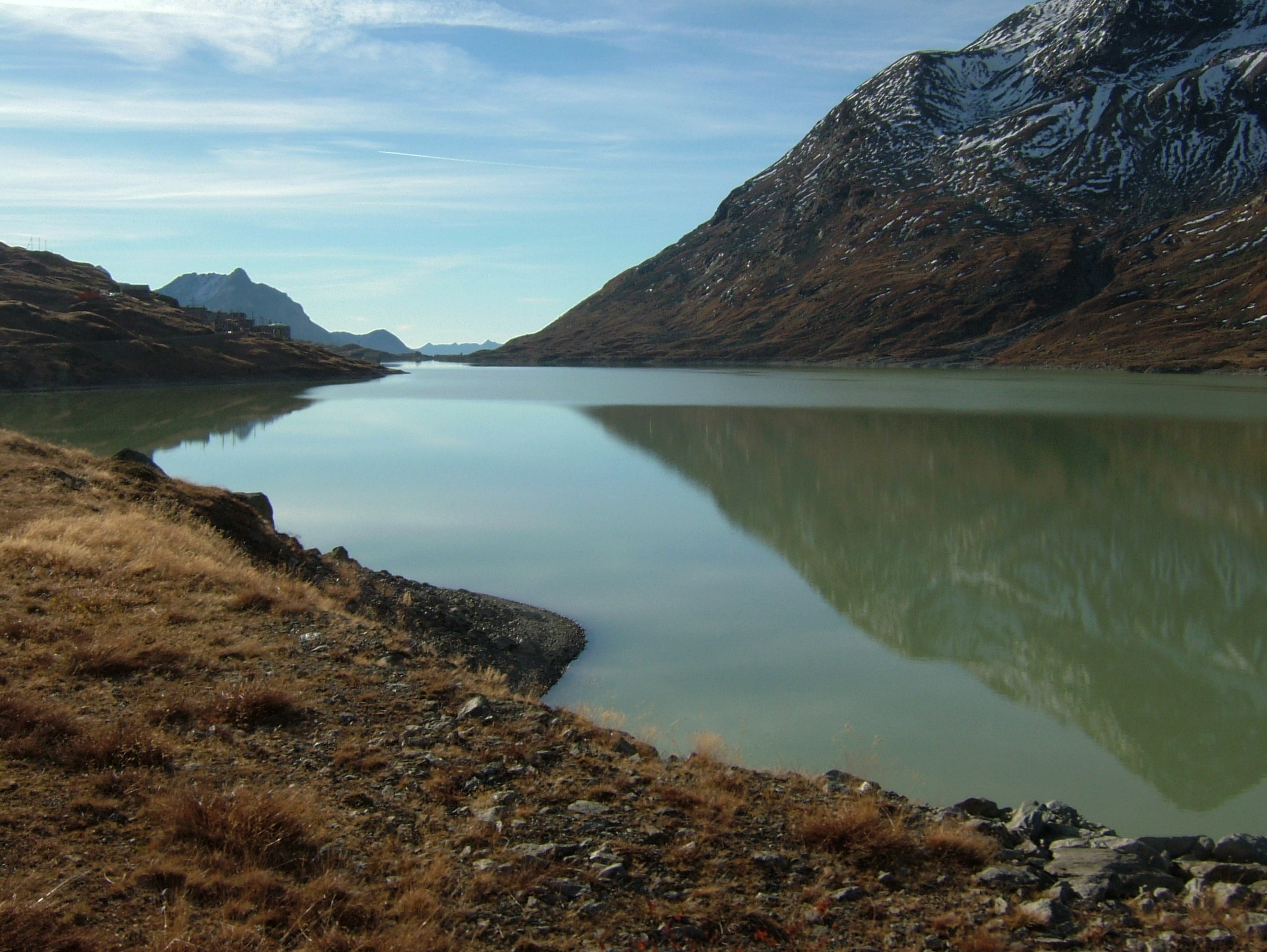
La costa del lago
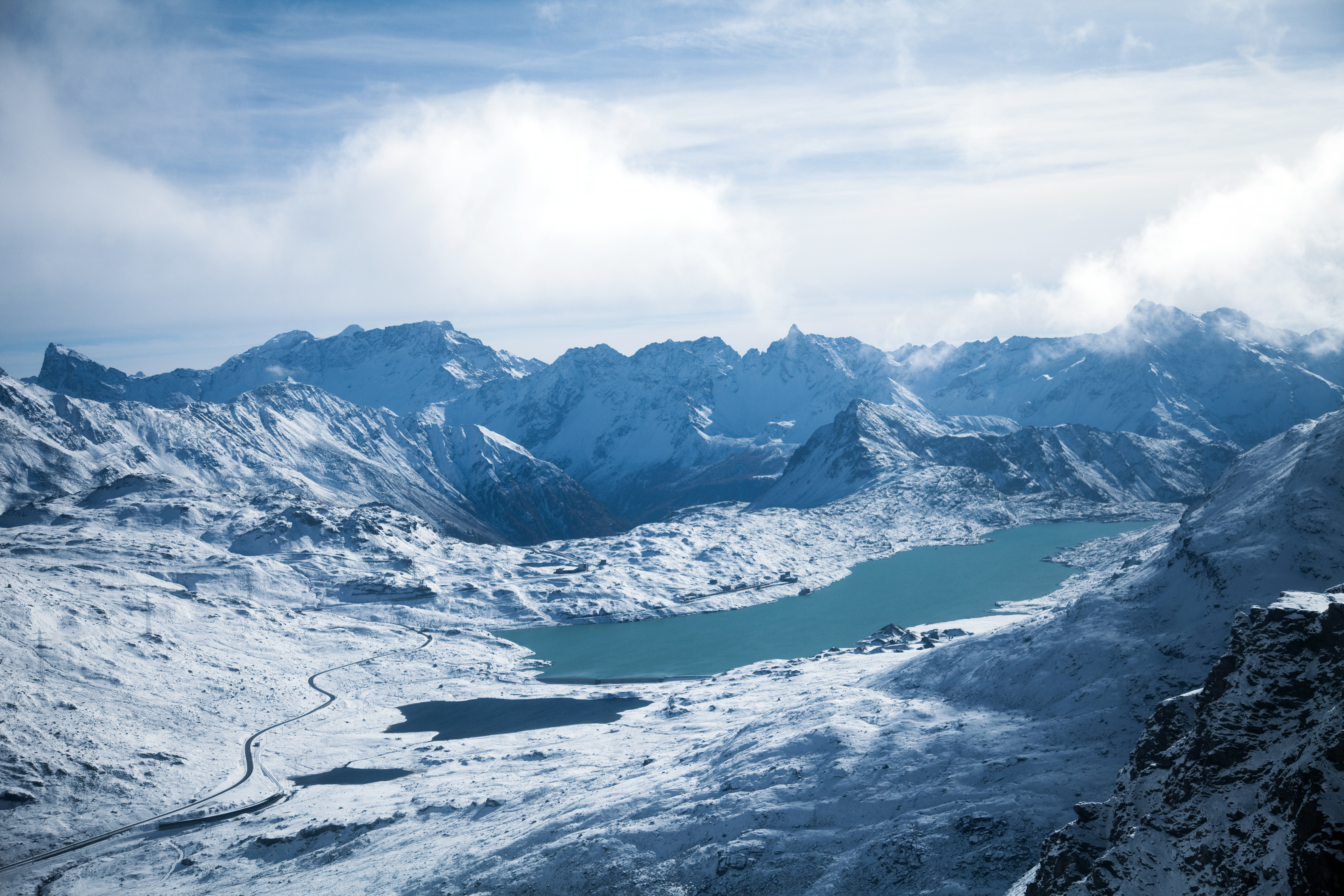
Vista del lago Bianco desde el teleférico de Diavolezza
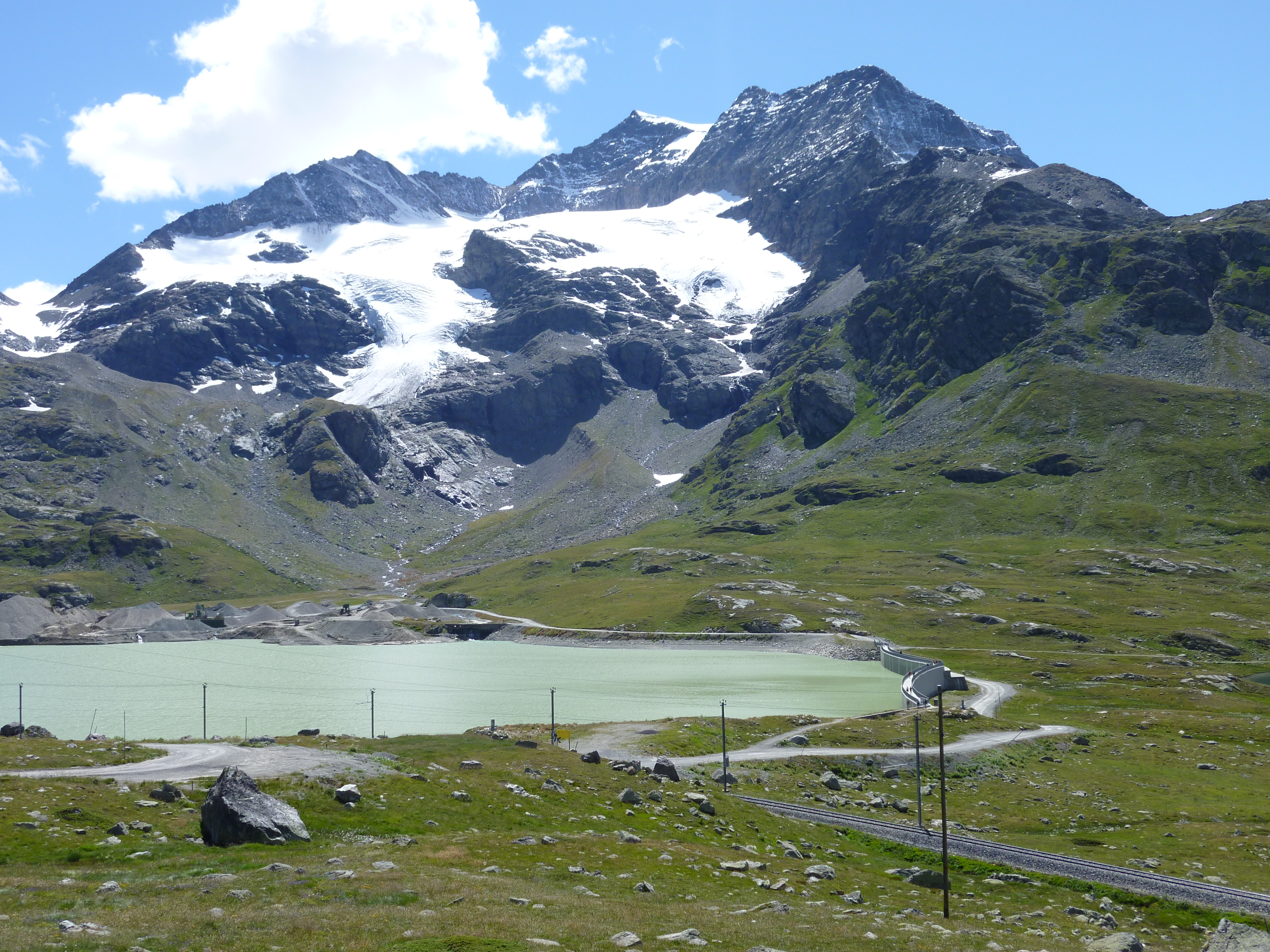
Presa norte ( Arlas)
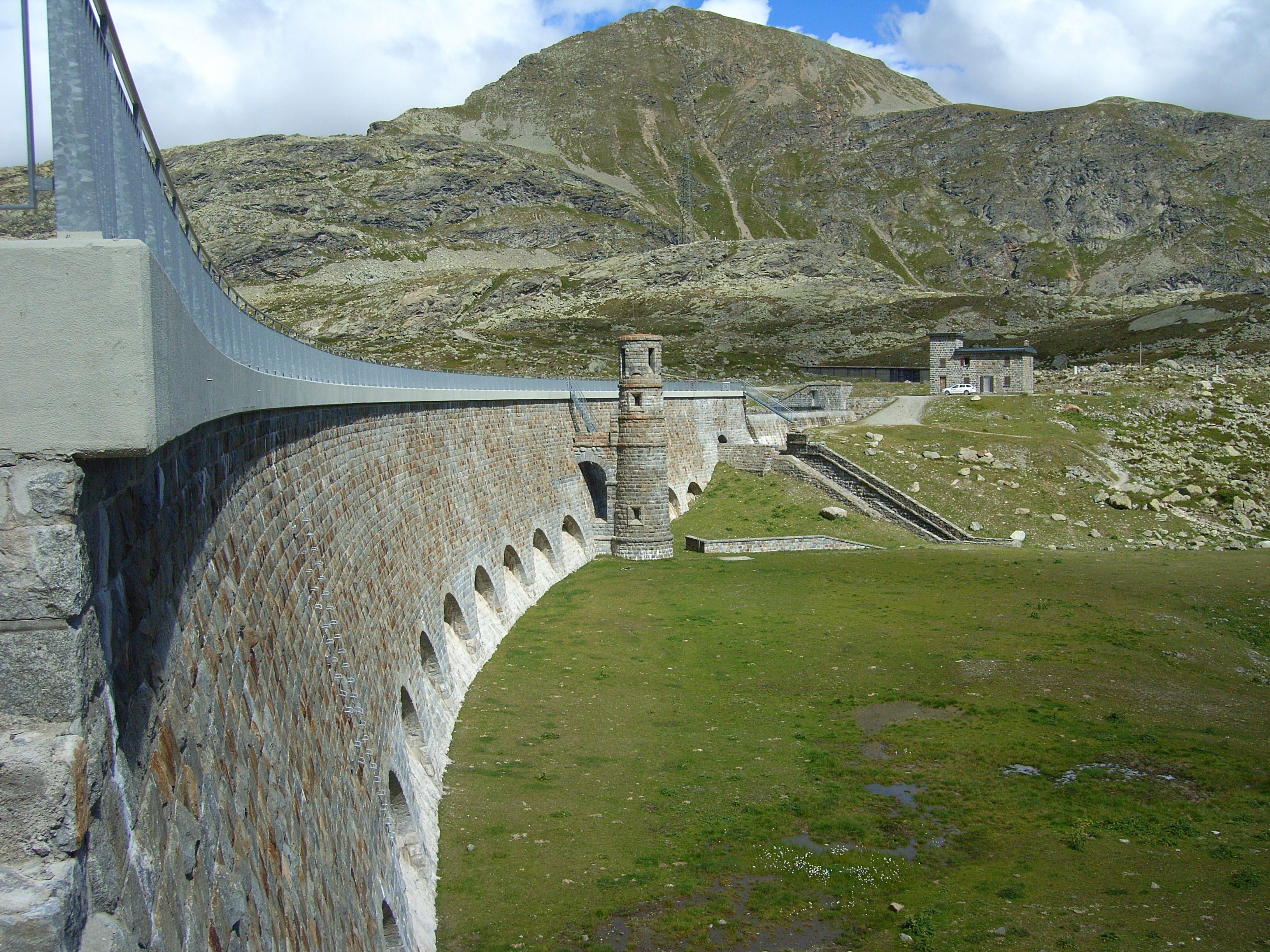
Presa del sur ( Scala)
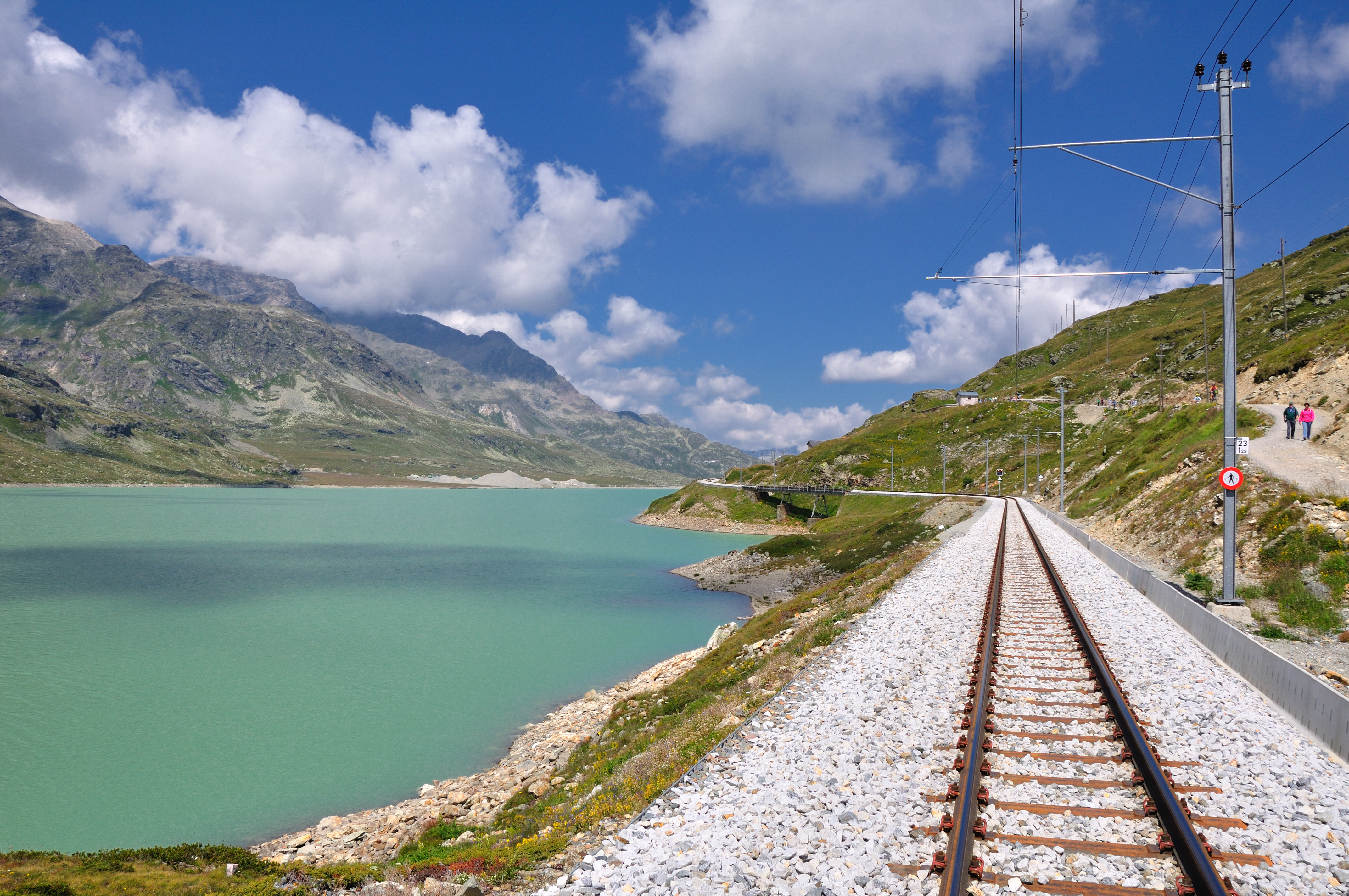
La línea Bernina junto al lago